# With Oden on Our Side
With Oden on Our Side is het zesde album van de Zweedse band Amon Amarth, uitgebracht in 2006 door Metal Blade.

## Track listing
1. Valhalla Awaits Me – 4:43
2. Runes to My Memory – 4:32
3. Asator – 3:04
4. Hermods Ride to Hel: Loki's Treachery Pt 1 – 4:40
5. Gods of War Arise – 6:02
6. With Oden on Our Side – 4:34
7. Cry of the Black Birds – 3:49
8. Under the Northern Star – 4:17
9. Prediction of Warfare – 6:38